# Трећа аналитичка група анјона
Трећа аналитичка група анјона у аналитичкој хемији је група сулфата, односно ту припада  јон.

## Карактеристике
Таложи се из киселе средине са баријум-хлоридом у виду белог кристалног баријум-сулфата. 

## Доказивањејона
| реагенс        | производ         | детектовање промене  | реакције |
| баријум-хлорид | баријум-сулфат   | бели кристални талог |          |
| олово-ацетат   | олово(II)-сулфат | бели кристални талог |          |

Уколико се сумпорној киселини додају баријум-хлорид и калијум-перманганат издвојиће се изоморфни кристали тамнољубичасте боје. Уз додатак водоник-пероксида, раствор ће се обезбојити, али не и талог.